# Nathaniel Atkinson
Nathaniel Caleb Atkinson (sinh ngày 13 tháng 6 năm 1999) là một cầu thủ bóng đá chuyên nghiệp người Úc thi đấu ở vị trí hậu vệ cho câu lạc bộ Heart of Midlothian ở Scottish Premiership và đội tuyển quốc gia Úc.